# Arum-familien
Arum-familien (Araceae) rummer 106 slægter og mere end 4000 arter, som mest er udbredt i subtroperne og troperne. De fleste af familiens planter er giftige. Her nævnes kun slægter, som er repræsenteret ved arter, der er vildtvoksende i Danmark, eller som dyrkes her. Vildtvoksende i Danmark er flere arter af Andemad (Lemna), 2 arter af Arum og vandplanten Kærmysse. Tidligere regnedes planten Kalmus også med til Arum-familien og den er også vildtvoksende i Danmark, men Kalmus henregnes i dag til sin egen familie Kalmus-familien.
Enkelte arter forekommer ikke vildt i Danmark, men ses hist og her som haveplanter, bl.a. arter af Snabelkalla (Arisaema), Arum, Kæmpekalla (Lysichiton) og Dragerod (Dracunculus).
En lang række arter forekommer almindeligt som stueplanter, f.eks. arter af Anthurium, Monstera, Philodendron, Scindapsus, Spathiphyllum, Dieffenbachia og  Zantedeschia.
Andre arter er populære akvarie-planter, f.eks. arter af Anubias og Cryptocoryne.
| Slægter |

- Snabelkalla (Arisaema)
- Flamingoblomst (Anthurium)
- Anubias
- Arum
- Kærmysse-slægten (Calla)
- Cryptocoryne
- Sigøjnerblad (Dieffenbachia)
- Dragerod (Dracunculus)
- Epipremnum
- Andemad (Lemna)
- Kæmpekalla (Lysichiton)
- Monstera
- Filodendron (Philodendron)
- Scindapsus
- Fredslilje (Spathiphyllum)
- Kalla (Zantedeschia)